# Boroidruro di sodio
Il boroidruro di sodio (o sodio boroidruro o sodio tetraidroborato) ha formula chimica NaBH4. A temperatura ambiente è un solido, generalmente venduto in forma di polvere, solubile in acqua fredda (il pH alcalino stabilizza notevolmente tali soluzioni) ed instabile in acqua calda, con cui reagisce anche a pH elevato. Reagisce lentamente in etanolo con sviluppo di idrogeno, più velocemente in metanolo. È praticamente insolubile in tetraidrofurano.
È un reagente riducente selettivo particolarmente impiegato nella produzione di farmaci, intermedi e prodotti di chimica fine. A differenza di altri composti riducenti, essendo un reagente poco energico, permette di ridurre selettivamente i gruppi carbonilici di aldeidi e chetoni senza però alterare altri gruppi eventualmente presenti sulla molecola, quali esteri, lattoni, acidi carbossilici, epossidi, nitrili e nitrocomposti.

Riduce inoltre gli alogenuri alchilici secondari e terziari ai corrispondenti alcani. È usato come agente riducente nelle reazioni di demercuriazione.
Fu sintetizzato per la prima volta nel 1943 da H. I. Schlesinger e H. C. Brown, ricercatori all'Università di Chicago, tramite reazione tra l'idruro di sodio ed il borato di metile
{\displaystyle {\ce {4 NaH + B(OCH3)3 -> NaBH4 + 3 NaOCH3}}}
Trova impiego in celle a combustibile di piccola scala come mezzo per immagazzinare l'idrogeno. L'idrogeno può essere sia prodotto per decomposizione della soluzione acquosa ed inviato ad una cella a idrogeno, oppure il boroidruro di sodio può essere decomposto direttamente nella cella stessa:
{\displaystyle {\ce {NaBH4 + 8 OH- -> NaBO2 + 6 H2O + 8 e-}}}
Il sodio borato può venire successivamente recuperato per rigenerare il boroidruro, rendendo il processo potenzialmente utile per celle a combustibile ricaricabili.